# NGC 2972
NGC 2972 (другие обозначения — NGC 2999, OCL 778, ESO 212-SC11) — рассеянное скопление в созвездии Парусов. Открыто Джеймсом Данлопом в 1826 году.
Из трёх исследованных красных гигантов, которые относят к скоплению, один в действительности может не принадлежать ему физически, хотя его химический состав практически не отличается от состава звёзд скопления. Металличность скопления составляет −0,07, расстояние до скопления ― 1,2 килопарсека.
Этот объект занесён в новый общий каталог несколько раз, с обозначениями NGC 2972, NGC 2999.
Этот объект входит в число перечисленных в оригинальной редакции «Нового общего каталога».